# Corpo del genio aeronautico
Il Corpo del genio aeronautico (C.G.A.) è il corpo del Genio dell'Aeronautica Militare italiana.
Il genio effettua manutenzione e collaudo degli aeromobili, realizzazione di insediamenti nei territori stranieri e sviluppo, in collaborazione con aziende private, di nuove tecnologie, ed è costituito dagli ufficiali del Genio aeronautico.

## Storia
Vede le sue origini nel Genio motoristi e aerostatieri del Regio Esercito. Questi infatti dopo la nascita della Regia Aeronautica, nel luglio 1923 diventarono parte integrante di questa, sotto la guida del cap. Giulio Douhet. 
Il ten. gen. Alessandro Guidoni fu primo capo del corpo del Genio Aeronautico.

## Funzioni
Esercita funzioni tecniche inerenti:
- alla progettazione, alla costruzione, all'allestimento e all'armamento dei materiali aeronautici di qualsiasi specie, compresi gli immobili dell'Aeronautica militare;
- al collaudo e alla manutenzione del materiale aeronautico e degli stessi immobili dell'Aeronautica militare;
- disimpegna ogni altro servizio tecnico inerente all'impiego degli aeromobili militari ed esercita la vigilanza tecnica sul materiale aeronautico dell'aviazione civile.

## Organizzazione
Oggi il Corpo del genio aeronautico è suddiviso nei ruoli "normale" e "speciale", e nelle seguenti specialità:
- Ingegneri aerospaziali
- Ingegneri elettronici
- Ingegneri civili
- Fisici (Meteorologici)
- Chimici